# El Kef
El Kef oder franz. Le Kef (arabisch الكاف, DMG al-Kāf ‚der Fels‘) ist eine Stadt im Nordwesten Tunesiens und die Hauptstadt des tunesischen Gouvernements Kef. Sie liegt etwa 145 Kilometer westlich von Tunis nahe der algerischen Grenze. Mit rund 45.000 Einwohnern ist sie ein wichtiges Zentrum der Region.

## Geschichte

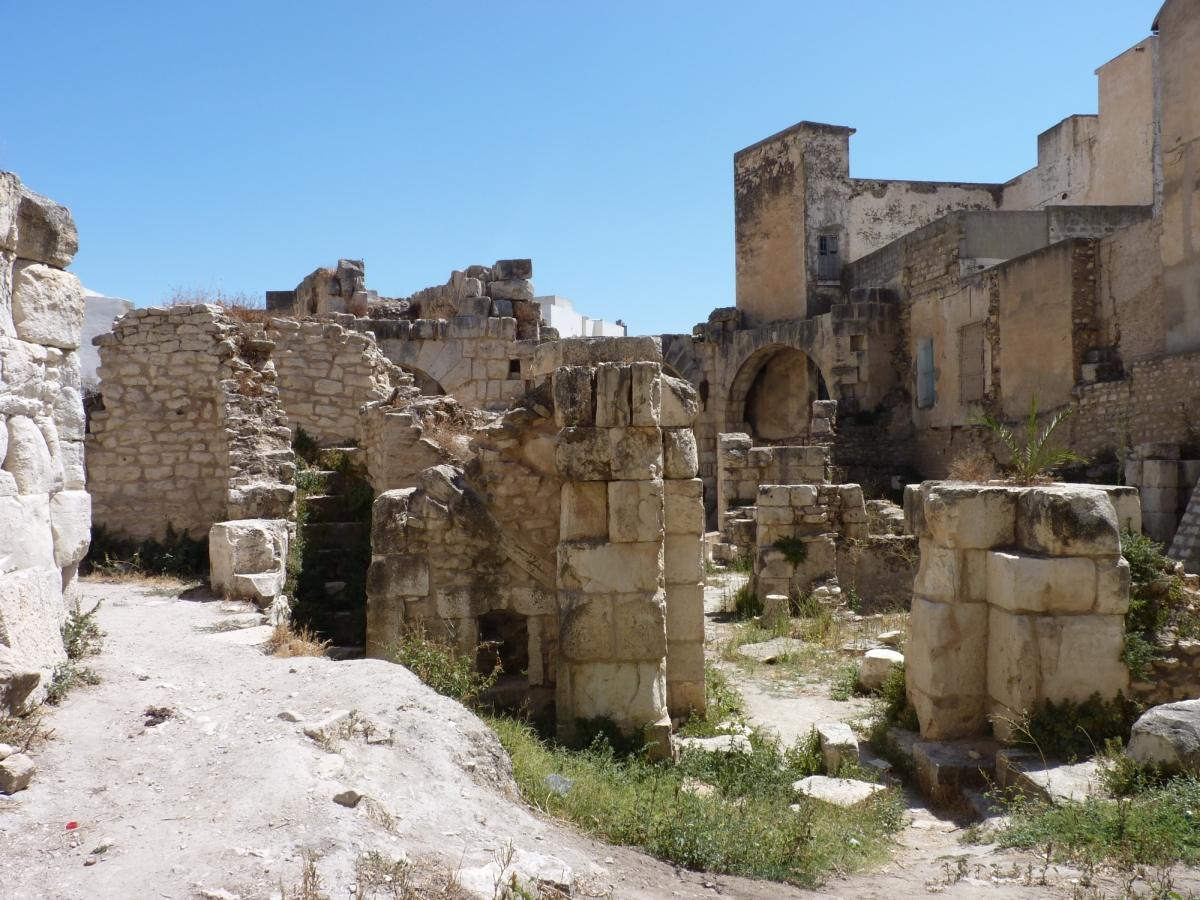
Antike römische Thermen im heutigen Stadtgebiet von El Kef

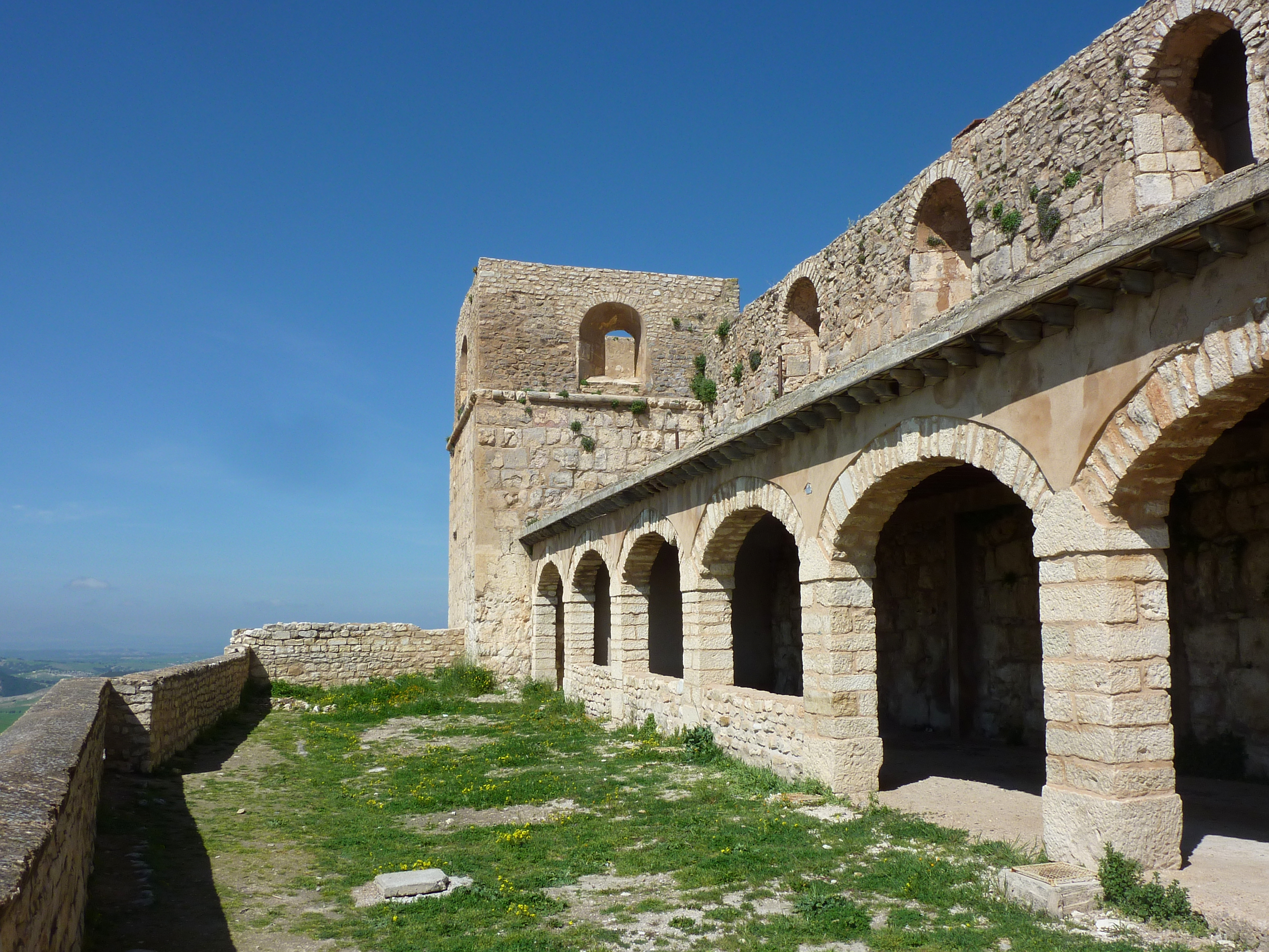
Burg von El Kef (17./18. Jahrhundert)

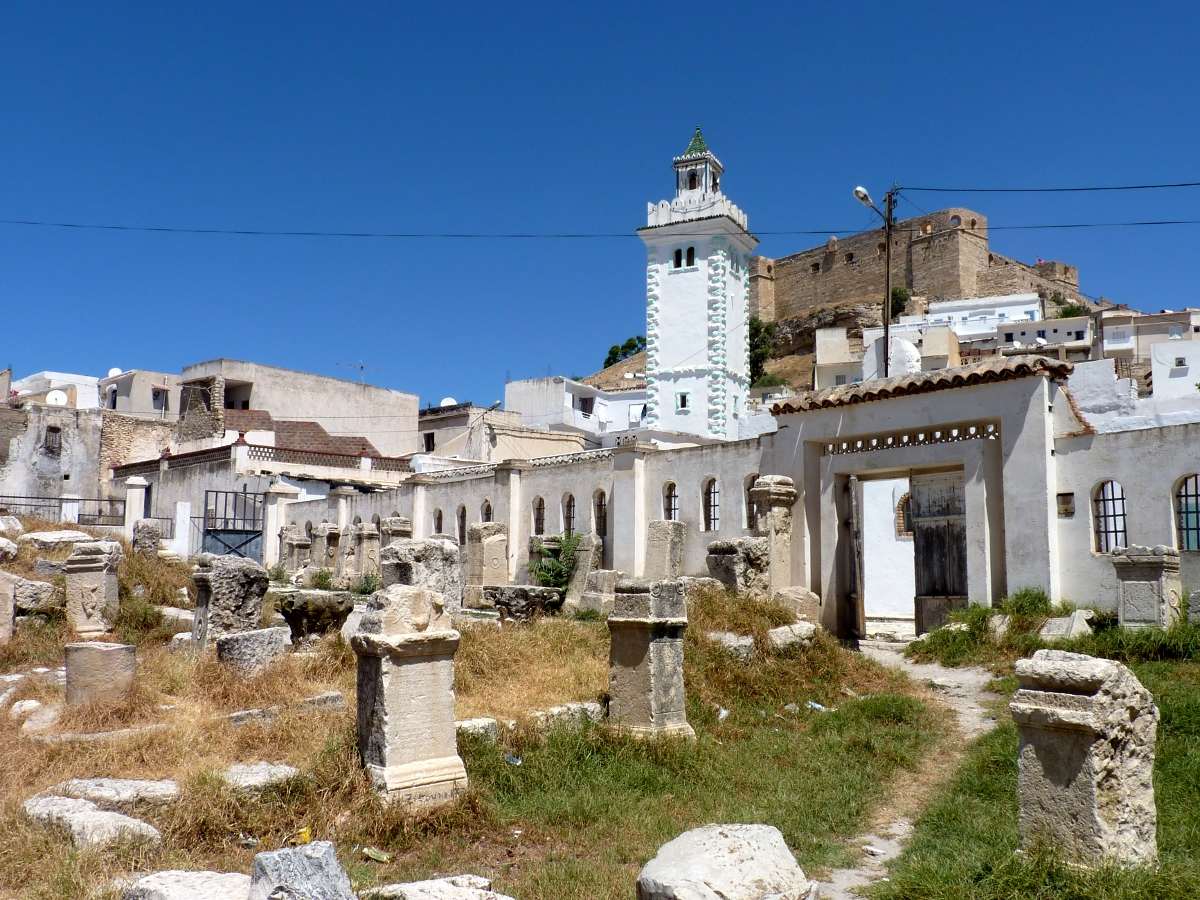
Blick auf eine Moschee und die Kasbah

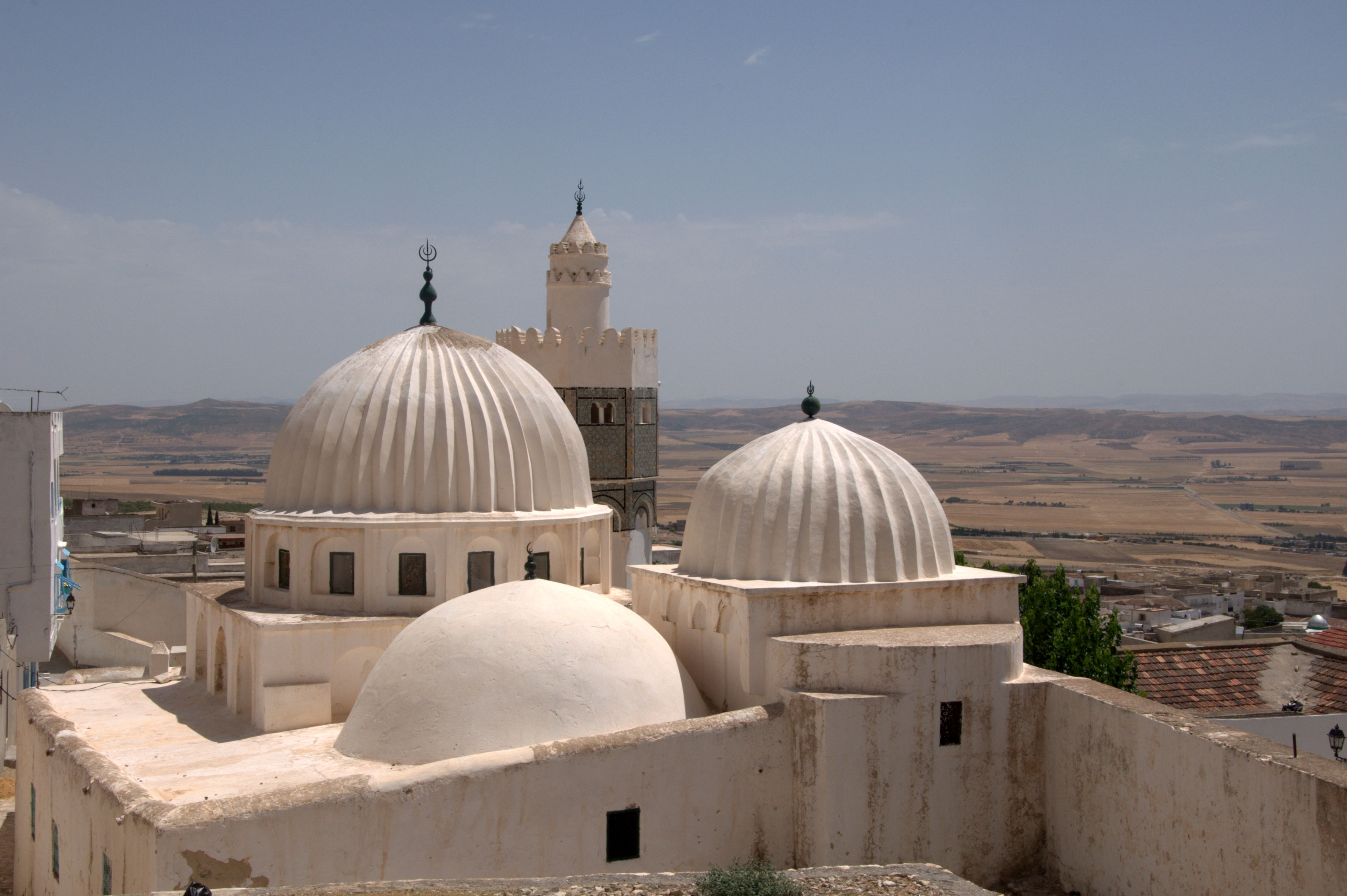
Die Sidi Bou Makhlouf-Moschee

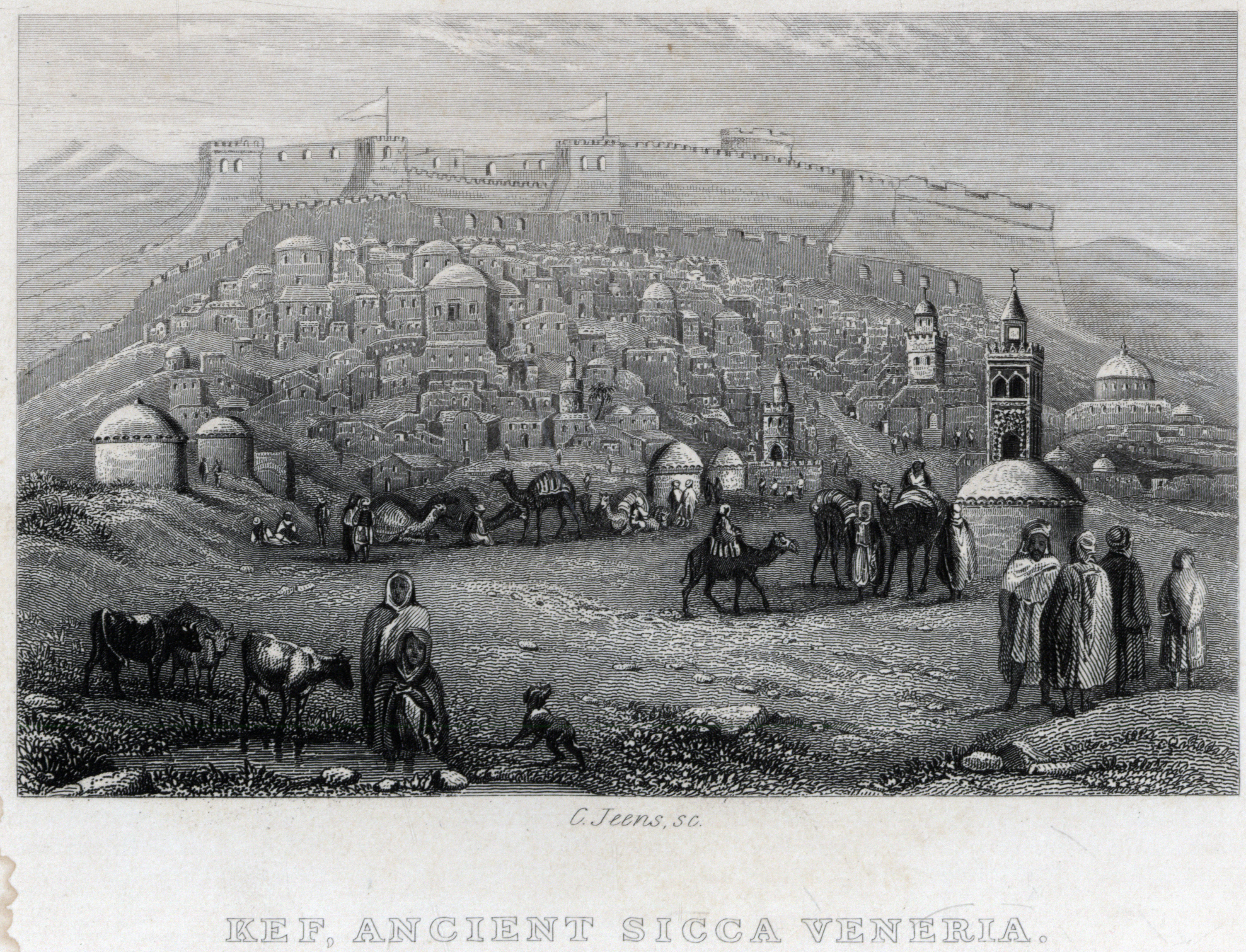
Blick auf Kef um 1860

Die Geschichte der Stadt geht bis in die Antike zurück. Archäologische Spuren lassen vermuten, dass hier bereits im 4. Jahrhundert v. Chr. eine Siedlung mit dem Namen Sicca existierte, die unter karthagischem Einfluss stand. Schon vorher könnte sie als numidische Siedlung gegründet worden sein. Von Karthago angesiedelte Elymer aus Sizilien gaben der Stadt den Beinamen ihrer Liebesgöttin, zu dieser Zeit soll in Sicca Veneria auch Tempelprostitution eine wichtige Rolle gespielt haben. Nach der Rückholung karthagischer Söldner nach dem verlorenen Ersten Punischen Krieg nahm hier 241 v. Chr. der Söldnerkrieg seinen Anfang.
Einen Aufschwung erlebte die Stadt nach der römischen Einflussnahme in Nordafrika im 1. Jahrhundert v. Chr. als Teil der römischen Provinz Africa. Die Reste zahlreicher Bauwerke aus dieser Zeit konnten gefunden werden, darunter Thermenanlagen, Tempel und ein Amphitheater. Unter byzantinischer Herrschaft entstanden im 6. Jahrhundert n. Chr. starke Befestigungsanlagen. Ebenso schritt die seit dem 3. Jahrhundert begonnene Christianisierung voran, wie Basilika- und Kirchenbauten zeigen. Bereits im 7. Jahrhundert wurde die Stadt jedoch im Zuge der Islamischen Expansion muslimisch. In den Jahrhunderten des Mittelalters folgte ein weitgehender Bedeutungsverlust. Erst im 16. und 17. Jahrhundert erfuhr die Stadt einen erneuten Aufschwung, als sie zum nun El Kef genannten Bollwerk und Garnisonsstadt des Osmanischen Reiches wurde. Trotzdem fiel sie 1756 an Algerien, ab 1881 wurde sie Teil des französischen Protektorats in Tunesien. Während des Zweiten Weltkriegs diente El Kef als provisorischer Protektoratssitz und Hauptstadt, da sie außerhalb der besetzten Gebiete der Achsenmächte lag.

## Stadtbild und Sehenswürdigkeiten
Das Bild der steil an einem Hang gelegenen Stadt wird von der auf dem Gipfel gelegene Kasbah dominiert, der osmanischen Festung aus dem 17. Jahrhundert. Darunter befindet sich der enge Altstadtbereich, die Medina von El Kef. Weiter im Tal liegt die Neustadt, die zur Zeit des französischen Protektorates entstand und sich im Straßenbild von den historischen Stadtgebieten unterscheidet. Unter anderem findet sich hier der Gouvernementssitz sowie die Zentrale der ehemaligen tunesischen Regierungspartei RCD, die deutliche Spuren der tunesischen Revolution trägt.
In allen Phasen der Geschichte stellte El Kef ein religiöses Zentrum dar, so finden sich heute Gotteshäuser verschiedener Religionen und Epochen. Neben zahlreichen Moscheen wie der Sidi Bou Makhlouf-Moschee sind aus historischer Zeit auch die Synagoge sowie Überreste einer byzantinischen Basilika zu nennen.
Im Stadtgebiet verteilt finden sich Ausgrabungen wie die der römischen Thermen am Fuße der Kasbah oder römische Zisternen.
Weiterhin erwähnenswert ist das ethnologische Museum mit Kunst- und handwerklichen Gegenständen der letzten Jahrhunderte.

## Sport
- Olympique du Kef

## Söhne und Töchter der Stadt
- Alia Mabrouk (1945–), Schriftstellerin